# Basketbol'nyj klub Zenit Sankt-Peterburg 2017-2018
Questa voce raccoglie le informazioni riguardanti il Basketbol'nyj klub Zenit Sankt-Peterburg nelle competizioni ufficiali della stagione 2017-2018.

## Stagione
La stagione 2017-2018 del Basketbol'nyj klub Zenit Sankt-Peterburg è la 15ª nel massimo campionato russo di pallacanestro, la VTB United League.

## Roster
Aggiornato al 24 dicembre 2024
| Zenit San Pietroburgo 2017-18 | Zenit San Pietroburgo 2017-18 |
| Giocatori                     | Staff tecnico                 |
| ----------------------------- | ----------------------------- |

| N. | Naz.                                           | Ruolo | Nome                 | Anno | Alt.   | Peso   |  |
| -- | ---------------------------------------------- | ----- | -------------------- | ---- | ------ | ------ |  |
| 1  | Stati Uniti (bandiera)                         | P     | Scottie Reynolds     | 1987 | 188 cm | 90 kg  |  |
| 4  | Russia (bandiera)                              | C     | Ivan Lazarev         | 1991 | 210 cm | 105 kg |  |
| 7  | Russia (bandiera)                              | G     | Sergej Karasëv       | 1993 | 201 cm | 95 kg  |  |
| 9  | Russia (bandiera)                              | P     | Grigorij Motovilov   | 1998 | 191 cm | 85 kg  |  |
| 10 | Argentina (bandiera)                           | P     | Nicolás Laprovíttola | 1990 | 190 cm | 86 kg  |  |
| 10 | Russia (bandiera)                              | C     | Andrej Desjatnikov   | 1994 | 217 cm | 103 kg |  |
| 11 | Russia (bandiera)                              | AG    | Nikita Barinov       | 1991 | 203 cm | 105 kg |  |
| 13 | Russia (bandiera)                              | PG    | Artëm Vichrov        | 1992 | 196 cm | 84 kg  |  |
| 14 | Russia (bandiera)                              | C     | Valentin Jurčik      | 1987 | 210 cm | 112 kg |  |
| 18 | Russia (bandiera)                              | G     | Evgenij Voronov      | 1986 | 194 cm | 95 kg  |  |
| 19 | Serbia (bandiera)                              | AP    | Marko Simonović      | 1986 | 203 cm | 95 kg  |  |
| 21 | Stati Uniti (bandiera)                         | C     | Shayne Whittington   | 1991 | 210 cm | 108 kg |  |
| 22 | Stati Uniti (bandiera)                         | G     | Demonte Harper       | 1989 | 193 cm | 90 kg  |  |
| 23 | Stati Uniti (bandiera)                         | PG    | Malcolm Griffin      | 1991 | 193 cm | 92 kg  |  |
| 24 | Stati Uniti (bandiera) · Slovacchia (bandiera) | G     | Kyle Kuric           | 1989 | 193 cm | 87 kg  |  |
| 31 | Russia (bandiera)                              | AG    | Evgenij Valiev (C)   | 1990 | 204 cm | 99 kg  |  |
| 32 | Stati Uniti (bandiera)                         | C     | Drew Gordon          | 1990 | 206 cm | 111 kg |  |
| 38 | Russia (bandiera)                              | AP    | Kirill Konovalov     | 1997 | 195 cm | 82 kg  |  |
| -  | Russia (bandiera)                              | C     | Anton Puškov         | 1988 | 208 cm | 100 kg |  |

| Allenatore |
| - Vasilij Karasëv                                                                                                   |
| Assistente/i |
| - Boris Livanov - Deividas Rinkevičius - Andrej Cypačev Legenda - (C) Capitano - (IN) Inattivo - Infortunato Roster |

## Mercato

### Sessione estiva
| Acquisti | Acquisti             | Acquisti          | Acquisti      | Acquisti |
| R.a      | Nome                 | da                | Modalità      |          |
| -------- | -------------------- | ----------------- | ------------- | -------- |
| P        | Nicolás Laprovíttola | Saski Baskonia    | definitivo    |          |
| P        | Grigorij Motovilov   | Ural Ekaterinburg | fine prestito |          |
| P        | Scottie Reynolds     | Cibona Zagabria   | definitivo    |          |
| G        | Kyle Kuric           | Gran Canaria      | definitivo    |          |
| G        | Evgenij Voronov      | UNICS Kazan'      | definitivo    |          |
| AP       | Marko Simonović      | Stella Rossa      | definitivo    |          |
| AG       | Nikita Barinov       | Free agent        | definitivo    |          |
| C        | Drew Gordon          | Lietuvos rytas    | definitivo    |          |
| C        | Valentin Jurčik      | Rjazan'           | definitivo    |          |
| C        | Ivan Lazarev         | CSKA Mosca        | definitivo    |          |
| C        | Shayne Whittington   | Obradoiro         | definitivo    |          |

| Cessioni | Cessioni           | Cessioni             | Cessioni       | Cessioni |
| R.       | Nome               | a                    | Modalità       |          |
| -------- | ------------------ | -------------------- | -------------- | -------- |
| P        | Stefan Marković    | Chimki               | fine contratto |          |
| P        | Pavel Sergeev      | UNICS Kazan'         | fine contratto |          |
| G        | Ryan Toolson       | Free agent           | fine contratto |          |
| AP       | Jānis Timma        | Saski Baskonia       | fine contratto |          |
| AP       | Evgenij Vojtjuk    | Rjazan'              | fine contratto |          |
| AG       | Daniil Karvanen    | Sptk. S. Pietroburgo | fine contratto |          |
| AG       | Aleksandr Razumov  | Spartak Primor'e     | fine contratto |          |
| AG       | Aaron White        | Žalgiris Kaunas      | fine contratto |          |
| AC       | Kyle Landry        | Budućnost            | fine contratto |          |
| C        | Andrej Desjatnikov | W.M. Szczecin        | prestito       |          |
| C        | Trevor Mbakwe      | Auxilium Torino      | fine contratto |          |

### Dopo l'inizio della stagione
| Acquisti | Acquisti           | Acquisti      | Acquisti        | Acquisti      |
| R.       | Nome               | da            | Data            | Modalità      |
| -------- | ------------------ | ------------- | --------------- | ------------- |
| PG       | Malcolm Griffin    | Kolossos Rodi | 22 gennaio 2018 | definitivo    |
| C        | Andrej Desjatnikov | W.M. Szczecin | 5 febbraio 2018 | fine prestito |

| Cessioni | Cessioni             | Cessioni          | Cessioni        | Cessioni |
| R.       | Nome                 | a                 | Data            | Modalità |
| -------- | -------------------- | ----------------- | --------------- | -------- |
| P        | Nicolás Laprovíttola | Joventut Badalona | 22 gennaio 2018 | prestito |